# Martin Heinrich Klaproth
Martin Heinrich Klaproth (Wernigerode, Saxônia-Anhalt, 1 de dezembro de 1743 – Berlim, 1 de janeiro de 1817) foi um farmacêutico alemão.
Durante grande parte da sua vida, exerceu a profissão de farmacêutico. Estudou farmáciotica de 1750 a 1763. Depois de atuar como auxiliar de farmácias em Quedlimburgo, Hanôver, Berlim  e Gdańsk radicou-se em Berlim em 1771, onde atuou como gerente dos negócios de Valentin Rosa devido à morte deste. Em 1780 montou o seu próprio laboratório farmacêutico e, em  1810, assumiu o cargo de professor de química da recém fundada Universidade de Berlim. Klaproth foi considerado o principal químico de seu tempo na Alemanha.
Como pesquisador minucioso e consciencioso, fez muito para melhorar e sistematizar os processos de química analítica e mineralogia. Como apreciador do valor dos métodos quantitativos, tornou-se um dos maiores seguidores das doutrinas de Antoine Lavoisier fora da França. Por muitos é considerado como o pai da química analítica.
Foi o primeiro a descobrir os elementos urânio (em 1789 na pechblenda) e zircônio (em 1789 na zirconita), e foi o segundo a descobrir o titânio (em 1795 no rutilo), embora não tenha obtido nenhum destes elementos na forma metálica pura. Ainda elucidou a composição de diversas substâncias, incluindo compostos de elementos então recentemente descobertos, tais como: estrôncio (em 1793 na estroncianita), cromo (1797) e o cério (1803). O telúrio foi isolado em 1789 por Klaproth.

## Obras
- Beitrage zur chemischen Kenntniss der Mineralkörper (5 vols., 1795-1810)
- Chemische Abhandlungen gemischter Inhalts (1815).
- Chemisches Wörterbuch ( 1807-1810 )
- Revisou  e editou a obra de F. A. C. Gren Handbuch der Chemie (1806).